# Alonzo Engwanda
Alonzo Tim Engwanda-Ongena (27 gennaio 2003) è un calciatore belga, centrocampista dell'Utrecht.

## Carriera

### Club
Engwanda è cresciuto nel settore giovanile dell'Anderlecht. Nel luglio del 2022 è stato assegnato all'RSCA Futures, la seconda squadra del club belga militante nella seconda divisione del paese.
Il 15 febbraio 2024, in scadenza di contratto, ha firmato un quadriennale con l'Utrecht a partire dal termine della stagione 2023-2024; nella stagione 2024-2025, una volta concretizzatosi il suo trasferimento nel club olandese, esordisce nella prima divisione locale.

### Nazionale
Ha giocato nelle nazionali giovanili belghe Under-18 ed Under-19.

## Statistiche

### Presenze e reti nei club
Statistiche aggiornate al 30 agosto 2024.’’
| Stagione        | Squadra         | Campionato      | Campionato | Campionato | Coppe nazionali | Coppe nazionali | Coppe nazionali | Coppe continentali | Coppe continentali | Coppe continentali | Altre coppe | Altre coppe | Altre coppe | Totale | Totale |
| Stagione        | Squadra         | Comp            | Pres       | Reti       | Comp            | Pres            | Reti            | Comp               | Pres               | Reti               | Comp        | Pres        | Reti        | Pres   | Reti   |
| --------------- | --------------- | --------------- | ---------- | ---------- | --------------- | --------------- | --------------- | ------------------ | ------------------ | ------------------ | ----------- | ----------- | ----------- | ------ | ------ |
| 2022-2023       | RSCA Futures    | D2              | 27         | 0          |                 | -               | -               |                    | -                  | -                  |             | -           | -           | 27     | 0      |
| 2023-2024       | RSCA Futures    | D2              | 20         | 0          |                 | -               | -               |                    | -                  | -                  |             | -           | -           | 20     | 0      |
| 2024-2025       | Utrecht         | ED              | 4          | 0          | CO              | 0               | 0               |                    | -                  | -                  |             | -           | -           | 4      | 0      |
| Totale carriera | Totale carriera | Totale carriera | 51         | 0          |                 | 0               | 0               |                    | -                  | -                  |             | -           | -           | 51     | 0      |